# تلمبه دادالهی
تلمبه دادالهی، یک آبادی در دهستان استبرق از توابع بخش مرکزی شهرستان شهربابک در استان کرمان است.